# Djibril Cissé
Djibril Cissé, född 12 augusti 1981 i Arles, är en fransk före detta fotbollsspelare, anfallare, som spelade i bland annat Auxerre, Liverpool och Panathinaikos. Mellan 2002 och 2011 gjorde han 41 landskamper för det franska herrlandslaget. Han spelade för Liverpool när de vann finalen i UEFA Champions League 2005.

## Karriär
Cissé har ursprung från Elfenbenskusten. Han blev uttagen i det franska landslaget inför EM i fotboll 2004 men spelade ingen match då han blev avstängd efter en incident i en match innan turneringen.
Han gjorde mål i den avgörande straffläggningen och var med och förde Liverpool FC till vinst i finalen i Champions League 2005 och var även en viktig faktor i det Liverpool som vann FA-cupen 2006 där han gjorde ett av Liverpools tre mål i finalen. Djibril Cissé var i början av sin karriär en hyllad skyttekung i franska AJ Auxerre där han i några säsonger öste in mål. Liverpools dåvarande manager Gérard Houllier visade stort intresse för honom och redan sommaren innan han hamnade i Liverpool var en övergång mycket nära. Sommaren 2004 fick så slutligen Houllier Cissé till ett pris av £14 miljoner, vilket var transferrekord för Liverpool. I oktober 2004 drabbades Cissé av flera benbrott i vänsterbenet under en ligamatch mot Blackburn. Cissé föll i närkamp med Blackburns Jay McEveley och benet fastnade i gräset när han föll. Cissé var väldigt nära att behöva amputera benet eftersom foten inte fick något blod men en Liverpoolläkare var framme och lyckades "dra" benet i ett bättre läge så att blodcirkulationen kom igång. Cissé påbörjade en lång rehabiliteringsperiod och kunde göra comeback mot Juventus på bortaplan i Champions League-kvartsfinalen i april 2005. Säsongen 2005–2006 fick han inte mycket speltid av tränare Rafael Benítez och han användes ofta som högermittfältare istället för hans naturliga position som forward. Trots att säsongen ansågs ganska misslyckad lyckades han ändå göra 19 mål på 29 starter och 24 inhopp och avslutade säsongen med en mycket bra form.
Cissé blev uttagen till Frankrikes VM-trupp och höll på att spela till sig en plats i startelvan när olyckan var framme igen, i Frankrikes sista träningsmatch innan VM mötte man Kina. Efter drygt tio minuter föll Cissé efter en närkamp med Kinas lagkapten och bröt benet på flera ställen. Benbrottet kom mycket olägligt för Cissés personliga karriär då en övergång till antingen Olympique de Marseille eller Olympique Lyonnais låg nära till hands. Efter en sommar lång av rykten blev Cissé till slut utlånad till franska Marseille som senare köpte honom. Säsongen 2008-09 var han utlånad till engelska Sunderland i Premier League där han bland annat uppmärksammades för att ha färgat sin tuppkam till rött, grönt, blått och svart (alla färger var för sig) till olika matcher. Sommaren 2009 skrev Cisse kontrakt med grekiska storlaget Panathinaikos FC. Under sina första 10 matcher för Panathinaikos gjorde Cissé 7 mål och 3 assists.

### Lazio
Den 12 juli 2011 blev Cissé klar för italienska Lazio och skrev på ett fyraårskontrakt, värt €2,1 miljoner per år, med klubben. Rapporter tyder på att Lazio betalde €6 miljoner. Han förväntas vara med på Lazios försäsongsträningsläger i Auronzo di Cadore.
I Lazios första Serie A match gjorde han ett mål mot Milan borta, som skulle sluta 2-2.
Efter ett år i Lazio flyttade han till Queens Park Rangers och hade flera korta kontrakt fram till 2015. Efter ett år utan kontrakt skrev han 2017 ett ettårskontrakt med det Schweiziska klubben Yverdon Sport FC.

## Vid sidan av fotbollen
Cissé har ett stort intresse för pimpade bilar och var med i Pimp my ride International där hans Dodge Ram pimpades. Djibril var också med i den franska filmen Taxi 4 som gästroll.  

## Meriter
- UEFA Champions League: 2005
- Franska cupen: 2002
- Super cupen 2005/06
- FA-cupen 2006
- Grekiska Superligan: 2010
- Grekiska cupen: 2010